# Norco (Louisiane)
Norco est une ville de la paroisse de Saint-Charles, dans l'État de Louisiane dans le Sud des États-Unis. Sa population était de 3 579 habitants en 2000. 
Son économie repose sur la raffinerie Shell qui se trouve sur les bords du Mississippi.